# Artsachse dram

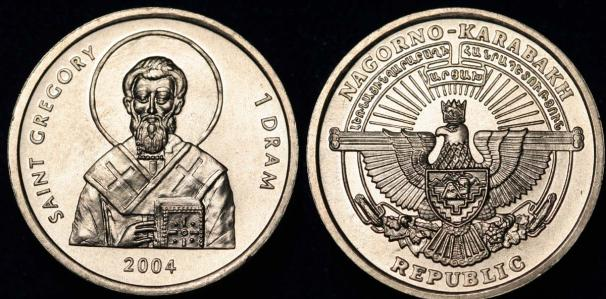
1 dram-munt

De Artsachse dram was een munteenheid van de feitelijk opgeheven Republiek Artsach. Hoewel het een wettig betaalmiddel was, werd het niet zo veel gebruikt als de Armeense dram.